# Imbrasia longicaudata
Imbrasia longicaudata är en fjärilsart som beskrevs av Holland 1893. Imbrasia longicaudata ingår i släktet Imbrasia och familjen påfågelsspinnare. Inga underarter finns listade i Catalogue of Life.